# Herb Kostrzyna nad Odrą
Herb Kostrzyna nad Odrą – jeden z symboli miasta Kostrzyn nad Odrą w postaci herbu.

## Wygląd i symbolika
Herb przedstawia przedstawia tarczę herbową, nad którą znajduje się korona z blankowanych murów miejskich z czerwonej cegły. Tarcza jest dwudzielna w słup. W polu heraldycznie prawym umieszczona jest połowa czerwonego orła brandenburskiego na białym tle. W polu heraldycznie lewym na błękitnym tle znajduje się srebrna ryba (boleń) w słup (pionowo).
Podobny herb ma dawna dzielnica Kostrzyna nad Odrą, niemiecka miejscowość Küstrin-Kietz.

## Historia

Herb Kostrzyna nad Odrą do lat 90. XX w.

Herb znany jest od początków XIV wieku. Orzeł brandenburski wskazuje na pierwszych brandenburskich osadników i właścicieli Kostrzyna nad Odrą. Barwa błękitna jest nawiązaniem do rzeki Odry, nad którą leży miasto. Ryba symbolizuje ogromne niegdyś znaczenie rybołówstwa dla gospodarki miasta. Korona z murów miejskich podkreślała, iż Kostrzyn jest miastem, gdyż tylko w herbach miast występował ten element.
Od 1945 roku do lat 90. XX wieku używano herbu, w którym zamiast orła brandenburskiego był orzeł polski (tzw. „piastowski” lub wielkopolski z racji przynależności miasta do tej krainy m.in. w średniowieczu), co miało podkreślić przyłączenie Kostrzyna do Polski w 1945 roku, a także przynależność do Polski jeszcze przed czasami kolonizacji niemieckiej w połowie XIII wieku. 